# Mega Shark Versus Mecha Shark
Mega Shark vs Mecha Shark es una película de desastres sobre monstruos gigantes enfrentados a robots gigantes producida por The Asylum, que se estrenó en DVD y Blu-ray Disc el 28 de enero de 2014. Secuela de Mega Shark vs Giant Octopus y Mega Shark vs Crocosaurus, está dirigida por Emile Edwin Smith y actores como Christopher Judge y Elisabeth Röhm, con Debbie Gibson retomando su papel como Emma MacNeil de la primera película.

## Argumento
Tras lo sucedido en Mega-Shark vs Crocosaurus, un nuevo mega-tiburón mucho más grande, inteligente y feroz surge de un abismo en alguna parte del Océano Pacífico para aterrorizar a los mares. El primer asedio de la bestia ocurre en un puerto petrolero en la costa de California en la cual varios constructores afirman que la pérdida de varias torres de la compañía fue por el ataque de un gigantesco tiburón. Así pues numerosos ataques más surgen en distintas partes de los EE. UU. hasta que el gobierno nacional decide construir un mega tiburón mecánico para hacer frente a la amenaza. Después de su construcción es liberado en las aguas del país para atacar y enfrentar al megalodón. Pero los fallos mecánicos en el cerebro digital del escualo androide debidos a su primer enfrentamiento con el tiburón hacen que la criatura metálica cobre vida propia, por lo que ya no podrán controlarlo y solo se guía por destrucción y no parará hasta que el tiburón muera sin importar la destrucción que cause.
La película toma rumbo a varios enfrentamientos entre los contrincantes hasta que al final capturan al mecatiburón y le instalan una cabeza termonuclear que, tras una despiadada y feroz batalla, hará que tanto el robot como el tiburón exploten. Al final el gobierno estadounidense recoge los restos de ambas criaturas y los guarda en un gigantesco almacén acuático sin saber que el cerebro digital, usando tanto sus restos como los del megalodón real, va a fusionarlos creando un nuevo tiburón mitad mecánico mitad carne y hueso para que el terror vuelva a reinar otro día más. La película finaliza con el tiburón logrando salir del almacén y continuando su fusión en el océano, para  terminar con el ojo de la bestia mirando hacia el público.

## Elenco
- Christopher Judge como Jack.
- Elisabeth Röhm como Rosie.
- Debbie Gibson como Emma MacNeil.
- Kate Avery como la sargento Brooks.
- Hannah Levien como Sandy.
- Steve Hanks como el capitán Reynolds.
- Emma Rose Maloney como Stacey.